# Athroolopha atlanticaria
Athroolopha atlanticaria là một loài bướm đêm trong họ Geometridae.